# 대한민국 제8대 국회 전반기 의장단 선거
제8대 국회 전반기 의장단 선거는 1971년 7월 26일 실시되었다.
선거 결과 3선의 백두진 민주공화당 의원이 국회의장에, 3선의 장경순 민주공화당 의원과 5선의 정해영 신민당 의원이 국회부의장에 선출되었다.
이로써 장경순 국회부의장은 무려 5번 연속 국회부의장에 당선되는 진기록을 세우게 되었는데, 이는 역대 최장수 국회부의장 재임 기록이다.
개원 당시 정당별 의석수는 전체 204석 중 민주공화당 113석, 신민당 89석, 국민당 1석, 민중당 1석 등이었다. 지난 두 차례의 총선보다 많은 의석을 차지한 신민당은 이제껏처럼 여당에서 상임위원장을 모두 차지하는 대신 2석에서 3석 정도를 야당에 양보해줄 것을 요구했으나, 민주공화당은 이를 거부, 제8대 국회에서도 상임위원장직은 민주공화당에서 전석을 독점하게 되었다.
선거 당일 본회의에는 민주공화당의 김성곤 의원, 신민당의 김대중, 이세규, 서범석 의원 등이 결석하여 총 200명의 의원들이 새 국회의장의 선거에 참여하게 되었다.

## 선거 제도
국회의 의장 및 부의장은 국회의원들의 무기명 투표로 선출하되 만약 1차 투표 결과 재적 의원의 과반을 득표한 자가 없으면 2차 투표를 실시하고, 2차 투표에서도 과반 득표자가 나오지 않을 시 최고득표자와 차점자에 대하여 3차 결선 투표를 실시하되 이 경우 단순 다수 득표자를 당선자로 하도록 되어있었다.

## 후보

### 국회의장 후보

#### 민주공화당
그동안 쭉 국회의장을 맡아온 이효상 민주공화당 의원이 뜻밖에도 낙선하면서 여당은 새 국회의장 후보 모색에 나섰다.
백남억 민주공화당 의장은 6월 9일 주요 당직 개편 결과를 공개하며 백두진 전 국무총리가 국회의장 후보로 결정되었다고 발표하였다.
백남억 당 의장은 그 전날 주요 당직에 대한 인선안을 마련하여 박정희 당 총재에게 보고하였다. 그러나 박정희 총재는 이를 곧바로 재가하지 않고 다음날 아침 김종필 당 부총재와 정일권 총재 상임고문을 청와대로 호출, 백남억 의장까지 네 명이서 인선안의 수정을 2시간에 걸쳐 논의한 후에야 최종 재가하였다.

### 국회부의장 후보

#### 민주공화당
백남억 민주공화당 의장은 6월 9일 장경순 의원이 국회부의장 후보로 결정되었다고 발표하였다.

#### 신민당
신민당은 7월 21일 전당대회를 열고 김홍일 의원을 당수로 선출하였으며, 취임과 함께 당직 개편에 나선 김홍일 신임 당수는 7월 26일 국회부의장 후보로 정해영 의원을 지명하였다.

## 선거 결과

### 국회의장 선거
전국구의 백두진 민주공화당 의원이 당선되었다.
| 후보   | 소속       | 득표 | %    | 비고 |
| ------ | ---------- | ---- | ---- | ---- |
| 백두진 | 민주공화당 | 125  | 61.3 | 당선 |
| 김성곤 | 민주공화당 | 1    | 0.5  |      |
| 장경순 | 민주공화당 | 1    | 0.5  |      |
| 무효   | 무효       | 73   | 35.8 |      |
| 결석   | 결석       | 4    | 2.0  |      |
| 재적   | 재적       | 204  | 100  |      |

### 민주공화당 몫 국회부의장 선거
전라북도 김제군 지역구의 장경순 민주공화당 의원이 당선되었다.
| 후보   | 소속       | 득표 | %    | 비고 |
| ------ | ---------- | ---- | ---- | ---- |
| 장경순 | 민주공화당 | 117  | 57.4 | 당선 |
| 정해영 | 신민당     | 74   | 36.3 |      |
| 조홍래 | 신민당     | 2    | 1.0  |      |
| 길재호 | 민주공화당 | 2    | 1.0  |      |
| 김대중 | 신민당     | 1    | 0.5  |      |
| 김홍일 | 신민당     | 1    | 0.5  |      |
| 무효   | 무효       | 3    | 1.5  |      |
| 결석   | 결석       | 4    | 2.0  |      |
| 재적   | 재적       | 204  | 100  |      |

### 신민당 몫 국회부의장 선거
부산직할시 부산진구 을 지역구의 지역구의 정해영 신민당 의원이 당선되었다.
| 후보   | 소속       | 득표 | %    | 비고 |
| ------ | ---------- | ---- | ---- | ---- |
| 정해영 | 신민당     | 174  | 85.3 | 당선 |
| 김대중 | 신민당     | 5    | 2.5  |      |
| 정성태 | 신민당     | 3    | 1.5  |      |
| 김홍일 | 신민당     | 2    | 1.0  |      |
| 김영삼 | 신민당     | 1    | 0.5  |      |
| 김종익 | 민주공화당 | 1    | 0.5  |      |
| 김한수 | 신민당     | 1    | 0.5  |      |
| 백남억 | 민주공화당 | 1    | 0.5  |      |
| 서범석 | 신민당     | 1    | 0.5  |      |
| 서상인 | 민주공화당 | 1    | 0.5  |      |
| 양일동 | 신민당     | 1    | 0.5  |      |
| 윤길중 | 신민당     | 1    | 0.5  |      |
| 이철승 | 신민당     | 1    | 0.5  |      |
| 차지철 | 민주공화당 | 1    | 0.5  |      |
| 무효   | 무효       | 5    | 2.5  |      |
| 결석   | 결석       | 5    | 2.5  |      |
| 재적   | 재적       | 204  | 100  |      |